# Мінська весна
Мінська весна (біл. Мінская вясна, Менская вясна) — назва акцій протесту в Білорусі, що відбувалися навесні 1996-97 років у відповідь на плани президента Білорусі Олександра Лукашенка укласти з Росією договір про Союзну державу, а також як наслідок референдуму, що змінив символіку країни, надав державного статусу російській мові та розширив повноваження президента і який опозиція вважала неконституційним. У підсумку угоду з Росією було підкориговано в напрямку збереження зовнішніх ознак суверенітету Білорусі.
У протестах брали участь не тільки опозиційні партії, а також провладні комуністи.

## Передісторія
Протистояння між президентом Олександром Лукашенком та опозицією розпочалося ще 1995 року під час першого білоруського референдуму, проведення якого було незаконним відповідно до Конституції та Закону про референдум. Тоді Лукашенко почав тиснути на Верховну Раду Білорусі, домігшися згоди на проведення референдуму. Лідери опозиції спробували організувати голодування в Парламенті, однак їх із застосуванням сили вигнали звідти бійці ОМОНу. Наслідком референдуму стало змінення державної символіки, російська мова отримала статус державної, президент отримав право розпускати парламент. 
Протистояння президента та опозиції спостерігалося й під час парламентських виборів 1995 року. Тоді пропрезидентська преса звинуватила опозицію в перешкоджанні нормальному проведенню виборів. Натомість опозиція заявила, що проти неї застосовують незаконні методи з метою паралізувати діяльність опозиційних партій та лобіювати якомога більше прихильників пропрезидента в парламенті.
Напередодні підписання перших інтеграційних угод між Білоруссю та Росією опозиція організувала акції протесту під назвою "Мінська весна". Причиною протестів стало те, що ні депутати Верховної Ради, ні пересічні громадяни Білорусі не знали умов домовленостей до останнього моменту. Лідери опозиції заявили, що ці угоди можуть призвести до втрати незалежності Білорусі, і почали проводити протести.

## Хід подій

### 1996 рік

#### 24 березня
Перша акція відбулася 24 березня. Організатором мітингу 24 березня виступила партія Білоруський народний фронт (БНФ), оргкомітет очолив особисто Василь Биков (відомий білоруський письменник і депутат Парламенту). Тоді протестувальники зібралися на площі Незалежності в Мінську і пішли до проспекту Франциска Скорини. Їм перегородив дорогу кордон міліції, але мітингувальники прорвалися через нього і влаштували ходу по проспекту Скорини. За різними даними, в ньому брало участь від 20 до 30 тисяч осіб, що скандували гасла: "Жыве Беларусь!", "Незалежнасць!", "Далоў Лукаша!". За пропозицією депутата Сергія Антончика, учасники мітингу збирали гроші "на квиток Лукашенка до Москви". Опозиція намагалася домогтися телевізійного ефіру біля будівлі телерадіокомпанії. Однак силовики відтіснили протестувальників від будівлі телерадіокомпанії. Потім учасники мітингу пішли до будівлі КДБ. Там закінчився мітинг і люди стали розходитися. В цей час на них напали спецпідрозділи міліції. Близько 17-ї години на проспекті Скорини, біля будівлі КДБ, спецназ напав на демонстрантів, б'ючи їх кийками на копаючи ногами. Це була перша подібна акція з боку силовиків незалежної Білорусі. Було заарештовано близько 30 осіб. Багато людей було поранено.

#### Квітень-травень
2 квітня президенти Єльцин і Лукашенко підписали договір про Співтовариство Білорусі та Росії. У Мінську відбулася нова хода чисельністю до 30 тисяч осіб. Газета "Свабода" писала, що три чверті присутніх були молоддю від 16 до 25 років.
Наймасовішою і нійбільш запеклою акцією став "Чорнобильський шлях" 26 квітня. Напередодні в столиці поширювалися чутки, що для придушення протестів у Мінську можуть використати російський спецназ. Це підігрівало рішучість опозиції. Українські націоналісти з УНА-УНСО приїхали підтримати білоруські протести.
26 квітня відбулася хода по проспекту Скорини. Оцінки чисельності учасників різняться від 30 до 60 тисяч осіб. На мітингу виступав Зенон Позняк. Влада не дозволила мітинг і кинула на придушення протесту спецназ, армійські спецпідрозділи та російський ОМОН. Однак демонстранти влаштували опір. Вони перевертали машини міліції, вступали в сутички зі співробітниками правоохоронних органів. До лікарні потрапили понад 30 співробітників ОМОНу, і більше 200 осіб із Внутрішнійх військ, десятки і сотні людей у формі рятувалися, перепливаючи річку Свіслоч, в яку їх скидали протестувальники. Після акції було затримано сотні людей, Олександр Лукашенко розкритикував силовиків за пасивність. Кількох українських націоналістів було засуджено за кримінальними статтями, вони вийшли з білоруської тюрми в кінці 1996-1997 років.
1 травня Миколай Статкевич організував мітинг, який був жорстоко розігнаний ОМОНом.

### 1997

#### 23 березня
23 березня 1997 року БНФ провів у Мінську несанкціоновану ходу по проспекту Скорини, а потім мітинг на площі Якуба Коласа. Сутички з міліцією почалися через те, що міліціонери спробували заарештувати декілька активістів БНФ. Тоді протестувальники почали кидати в співробітників правоохоронних органів камені. В результаті було розбито вікна міліцейських автобусів і службових машин, одного міліціонера було поранено. У відповідь на це міліція розігнала мітинг, застосувавши ґумові кийки та сльозогінний газ. В акції протесту брали участь 10 тисяч осіб.

#### 1 квітня
1 квітня 1997 року на Мінську, в очікуванні підписання угоди про створення союзу Білорусії і Росії, представники опозиції вийшли на вулиці міста. Міліція блокувала учасників акції протесту в районі залізничного вокзалу. Ось як події того вечора описав кореспондент російського телеканалу НТВ: "Постоявши один проти одного, противники і прихильники союзної держави потім мирно розійшлися. Сьогоднішні події біля залізничного вокзалу в Мінську не порушили спокійний плин життя білоруської столиці напередодні підписання шлюбного контракту між Республікою Білорусь і Російською Федерацією".

#### 2 квітня
Наступного дня, в день підписання угоди, яку опозиція назвала "аншлюсом", відбулося одразу кілька мітингів. Провладні та опозиційні комуністи зібрали по тисячі своїх прихильників в парку Горького, а наймасовіша акція об'єднаної опозиції відбулася біля Оперного театру. Після її завершення демонстранти вирушили в бік російського посольства. У цей момент почалися криваві сутички зі співробітниками міліції. Ті ж кореспонденти НТВ в сюжеті про події в Мінську описували дії мінського ОМОНу, як "особливо жорстокі". За словами журналістів, міліціонери били кийками всіх, хто потрапляв під руку. Того вечора було жорстоко побито кількох представників преси, зокрема Ірину Халіп з її батьком.

#### 26 квітня
26 квітня в Мінську відбулася акція "Чорнобильський шлях", участь у якій взяло близько 25 тисяч осіб.
Колону очолювали два священники з іконою, а також "дзвін печалі". Крім біло-червоно-білих прапорів була також символіка Євросоюзу, чорні транспаранти з перерахуванням місць, які найбільше постраждали від атомної катастрофи 1986 року, а також прапори профспілкових організацій. На початку руху колони за акцією особисто спостерігав Михайло М'ясникович, який на той час був главою Адміністрації президента. Мітингувальники йшли до Палацу спорту. Там закінчився мітинг. Міліція затримала вісім осіб.

## Результати
Протести білоруської громадськості вплинули на те, що останній варіант Договору було скоректовано зі збереженням зовнішніх ознак суверенітету Білорусі.